# 전서구

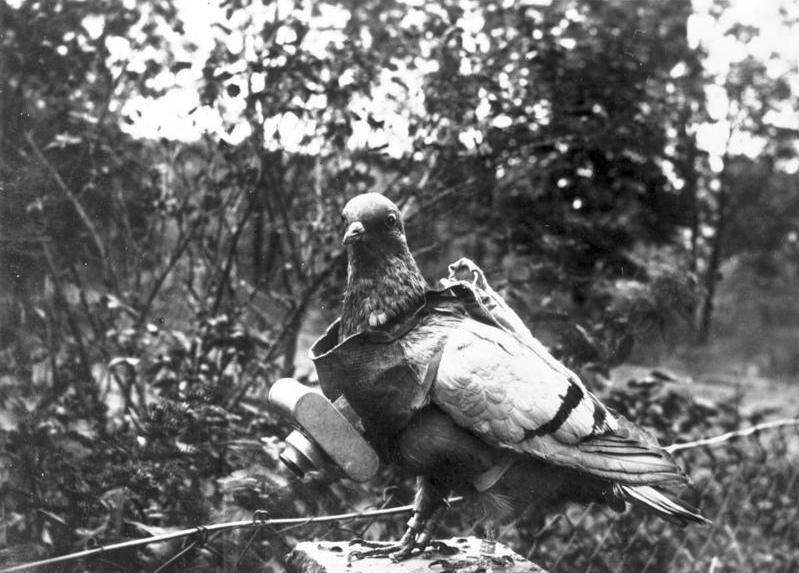
전서구

전서구(傳書鳩)는 통신에 이용하기 위해 훈련된 비둘기를 말한다. 자신이 원래 있던 곳으로 돌아올 수 있는 비둘기의 귀소본능을 이용한 것이다.  유럽·아시아 및 아프리카에서 야생으로 서식하는 바위비둘기의 자손이다. 약 3,000년 전 고대 이집트와 페르시아에서 소식을 전달하는 데 이용된 것을 시작으로 고대 그리스에서는 다른 도시에 올림픽 경기의 승전보를 알리는 데 이용했다. 로마인들은 군사 연락을 하는 데에 이용했고 프로이센-프랑스 전쟁 중에 프랑스군이 전쟁 통신으로 이용했다. 또 제1차 세계 대전과 제2차 세계 대전, 한국 전쟁에서도 미국 통신부대가 전서구를 이용한 기록이 있다. 요즘은 통신보다는 비둘기 경주에 더 많이 이용된다. 전서구는 먹거나 마시지 않고 하루에 1,000km까지 계속 비행할 수 있다.

## 같이 보기
- 비둘기속
  - 바위비둘기
- 비둘기 사진술